# Robert Paxton
Robert Owen Paxton (nascut el 1932) és un politòleg i historiador nord-americà especialitzat en la França de Vichy, el feixisme i Europa durant l'era de la Segona Guerra Mundial.

## Vichy
Paxton és més conegut pel seu llibre de 1972 Vichy France: Old Guard i New Order, 1940-1944. Contràriament a la visió tradicional que va ser pionera per Robert Aron, va argumentar que el França de Vichy estava disposat en col·laborar amb l'Alemanya nazi i no practicava cap "resistència passiva" al govern alemany. A diferència d'Aron i Henri Michel, Paxton no va treure importància als resultats de Vichy en la seva explicació de la seva agenda interna. Va argumentar que les reformes empreses pel govern de Vichy prefiguraren les reformes dels anys cinquanta i seixanta i es deriven de l'objectiu de Vichy de transformar la societat francesa.
Després de la publicació del llibre en traducció francesa del 1973, Paxton es va convertir en subjecte d'intensos atacs d'historiadors i comentaristes francesos. Durant un debat televisat amb Paxton el 1976, el cap naval de Vichy, Gabriel Auphan, va dir que era un mentider. Tanmateix, amb la traducció es van vendre milers de còpies, particularment entre la jove generació modelada pel malestar civil del maig de 1968 i que no estava interessada en les "mitologies acollidores" dels apologistes de Vichy.
En el prefaci de l'edició de 1982 de Vichy France, Paxton no estava d'acord amb l'afirmació dels seus oponents que havia escrit des d'una "superioritat moral fàcil" d'un "vencedor": "De fet [estava] escrit a l'ombra de la guerra del Vietnam, que va afinar la meva animositat contra el conformisme nacionalista de tota mena. Escriure a finals de la dècada de 1960, el que em va preocupar no era la comparació amb la França derrotada, sinó la confiança dels alemanys a l'estiu de 1940.".
Avui, el llibre es considera un clàssic històric i un dels millors estudis sobre França a l'època de Vichy.

## Feixisme
Paxton també ha centrat el seu treball en l'exploració de models i la definició del feixisme.
En el seu treball de 1998 The Five Stages of Fascism (Les cinc etapes del feixisme), suggereix que el feixisme no es pot definir únicament per la seva ideologia, ja que el feixisme és un fenomen polític complex i no un cos de doctrina relativament coherent com el comunisme o el socialisme. En lloc d'això, se centra en el context polític i el desenvolupament funcional del feixisme. L'article identifica cinc etapes paradigmàtiques d'un moviment feixista, tot i que assenyala que només l'Alemanya nazi i la Itàlia feixista progressen a través dels cinc:
1. Treball intel·lectual, on la desil·lusió amb la democràcia popular es redirecciona en discussions sobre la força nacional perduda.
2. Arrelament, on el moviment feixista, ajudat pel bloqueig polític i la polarització, es converteix en un jugador en l'escenari nacional.
3. Arribada al poder, on els conservadors que volen controlar l'augment de l'oposició esquerrana conviden al moviment a compartir el poder.
4. Exercici del poder, on el moviment i el seu líder carismàtic controlen l'estat en equilibri amb les institucions estatals com la policia i les elits tradicionals, com ara el clergat i els magnats comercials.
5. Radicalització o entropia, on l'estat esdevé cada cop més radical, com ho va fer l'Alemanya nazi o es va introduir en el govern autoritari tradicional, igual que la Itàlia feixista.[5]

En el seu llibre The Anatomy of Fascism (L'anatomia del feixisme) de 2004, Paxton refina el seu model de cinc etapes i proposa la següent definició per al feixisme:
El feixisme es pot definir com una forma de comportament polític marcada per la preocupació obsessiva en el declivi, la humiliació o el víctimisme de la comunitat, i pels cultes compensatoris per la unitat, l'energia i la puresa de la mateixa comunitat, en què hi ha un grup de militants nacionalistes compromesos i col·laborant, de forma incòmoda però efectiva, amb les elits tradicionals, que abandona les llibertats democràtiques i persegueix amb redemptora violència i sense restriccions ètiques o legals els objectius d'una neteja interna i d'una expansió externa.